# Lawrence Gilliard
Lawrence Gilliard (New York, 22 september 1971) is een Amerikaans acteur. Gilliard is onder andere bekend van zijn rollen in The Wire en The Walking Dead.

## Carrière
Gilliard is tijdens zijn carrière al meermaals gecast als gangster voor diverse series en films. Hij speelt vaak in politie-dramaseries zoals  Law & Order, Homicide: Life on the Street, New York Undercover en CSI: NY. Zijn meest opmerkelijke filmrollen zijn LottoLand (1995), The Waterboy (1998) en Gangs of New York (2002). Gilliard had in 2009 een rol in de televisieserie The Beast.
Sinds het vierde seizoen van de Amerikaanse horrorserie The Walking Dead is hij een vaste hoofdrolspeler. Gilliard speelt een van de overlevenden, Bob Stookey.

## Filmografie
- Biblioteca Nacional de España: XX5647990
- Bibliothèque nationale de France: cb171226852 (data)
- Gemeinsame Normdatei: 1313645583
- International Standard Name Identifier: 0000 0004 6028 2660
- Library of Congress Control Number: no99066614
- Nationale Bibliotheek van Israël: 987007364925205171
- Système universitaire de documentation: 245178899
- Virtual International Authority File: 11149414800189550154